# Schleicher ASW 19
Schleicher ASW 19 je jednomístný sportovní kluzák soutěžní klubové třídy.

## Historie
Letoun navrhoval inženýr Gerhard Weibel jako náhradu oblíbeného typu Schleicher ASW 15 a jeho prototyp byl zalétán 23. listopadu 1975. Sériová výroba tohoto typu probíhala v letech 1976 až 1986, bylo vyrobeno 425 kusů. 

## Popis konstrukce
Jedná se o středoplošný kluzák jehož trup je tvořen laminátovou skořepinou. křídlo má sendvičou konstrukci (sklolaminát/pěna), hlavní nosník je sklolaminátový. Jeho profil u kořene je typu Wortmann FX 61-163, u křidélek FX-60-126. Brzdící klapky Schempp-Hirt jsou kovové. Ocasní plochy jsou konstruovány podobně jako křídlo. Nádrže na vodní přítěž pojmou 80 litrů v případě ASW-19 a 100 litrů vody u varianty ASW-19B. Podvozek je vybaven jedním neodpruženým kolem s bubnovou brzdou, ostruha je tvořena kluznou patkou.

## Varianty
- ASW-19 - standardní typ do sériového čísla 19224
- ASW-19B - větší nádrže na vodní přítěž, zvýšená max. rychlost na 255 km/h. Mnoho původních ASW-19 bylo při opravách přestavěno na "b" verzi.

## Hlavní technické údaje
- Rozpětí: 15,00 m
- Délka: 6,80 m
- Nosná plocha: 12,00 m²
- Štíhlost: 20,5
- Prázdná hmotnost: 245 kg
- Užitečné zatížení: 130 kg

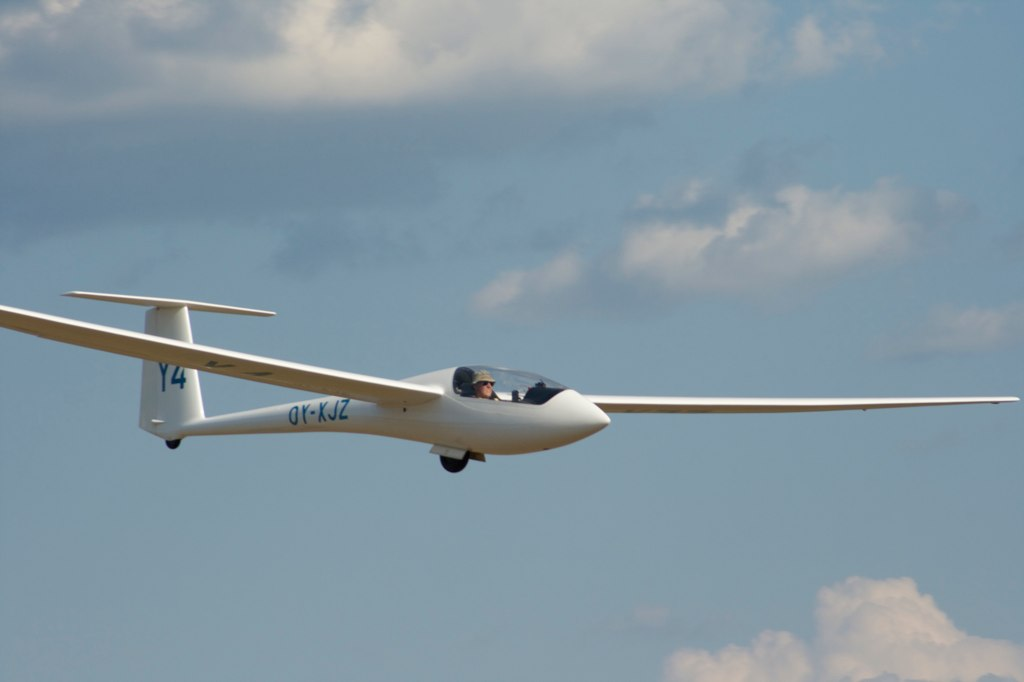
Schleicher ASW 19B (imatrikulace OY-XJZ)

- Maximální vzletová hmotnost: 408 kg
- Zatížení na jednotku plochy: 32,7 kg/m²
- Klouzavost při rychlosti 91 km/h: 38
- Minimální klesavost při rychlosti 82 km/h: 0,63 m/s
- Minimální rychlost: 69 km/h
- Maximální přípustná rychlost: 250 km/h